# Polytmus
Polytmus és un gènere d'ocells de la subfamília dels politmins (Polytminae) dins la família del troquílids (Trochilidae). Aquests colibrís habiten zones forestals del Neotròpic.

## Taxonomia
Segons la Classificació del Congrés Ornitològic Internacional (versió 14.1, 2024) aquest gènere està format per tres espècies:
- colibrí guainumbí (Polytmus guainumbi).
- colibrí dels tepuis (Polytmus milleri).
- colibrí de Teresa (Polytmus theresiae).